# Hürmen járás
Hürmen járás (mongol nyelven: Хүрмэн сум) Mongólia Dél-Góbi tartományának egyik járása. Területe 12 390 km². Népessége 1796 fő (2009), 1597 fő (2020)
Székhelye, Cóhor (Цоохор) 61 km-re fekszik Dalandzadgad tartományi székhelytől.